# Ice (Fernsehserie)
Ice ist eine US-amerikanische Fernsehserie. Sie wurde vom Sender Audience ab dem 16. November 2016 ausgestrahlt. Sie wurde um eine zweite Staffel verlängert.
Im deutschsprachigen Raum soll die Serie ab 28. April 2018 beim Bezahlsender AXN zu sehen sein.

## Handlung
Die Serie folgt dem Leben einer Familie von Diamantenhändlern und deren Firma in Los Angeles, genannt Green & Green Diamond, wobei einer deren Söhne den Topverkäufer einer zwielichtigen Diamantenhändlerin tötete, und sein Halbbruder versucht, ihn und die Firma zu retten und Schaden von der Familie abzuwenden.

## Synchronisation
Die deutschsprachige Synchronisation entsteht bei der Film- & Fernseh-Synchron in München unter der Dialogregie von Ursula von Langen. Diese führte zusammen mit Klaus Terhoeven und Christine Roche auch das Dialogbuch.